# La Santa Cecilia
 (mai 2025).
Si vous disposez d'ouvrages ou d'articles de référence ou si vous connaissez des sites web de qualité traitant du thème abordé ici, merci de compléter l'article en donnant les références utiles à sa vérifiabilité et en les liant à la section « Notes et références ».
La Santa Cecilia est une formation musicale mexicano-américaine créée dans le courant de l'année 2007 à Los Angeles, en Californie. Il est composé de Marisol Hernández, surnommée La Marisoul, chanteuse et leader du groupe, et de Miguel Ramírez aux percussions, José Carlos à l'accordéon et Alex Bendaña à la basse.
Le groupe chante en anglais et en espagnol ; sa musique est un mélange de différents styles, dont la cumbia, la bossa nova. Le groupe a reçu un Grammy Award en 2014 pour son album studio Treinta Días.
On peut voir le groupe interprétant la chanson "Monedita" dans l'épisode 8 de la saison 1 de la série The Bridge (US).

## Discographie
- 30 Dias (2013)
- Someday New (2014)
- "Buenaventura" (2016)